# Kilajim (Miszna)
Kilajim (hebr. ‏כִּלְאַיִם‎, „dwojakość”) – nazwa czwartego traktatu Miszny w porządku Zeraim. Zajmuje się trzema rodzajami zakazanego w judaizmie łączenia: 
1. kilaj behema – krzyżowania zwierząt z różnych gatunków i ras; zakaz dotyczy nawet łączenia takich zwierząt w jednym zaprzęgu,
2. kilaj zerajim – mieszania podczas siewu nasion z różnych gatunków roślin na jednym polu (lub w winnicy),
3. kilaj begadim – tkania materiału ze lnu i wełny (szaatnez), a także używania odzieży uszytej z takiej tkaniny.

Traktat odnosi się do fragmentów Księgi Kapłańskiej (Kpł 19,19) i Księgi Powtórzonego Prawa (Pwt 22,9–11).